# Кристян Берки
Кристян Берки (роден на 18 март 1985 в Будапеща) е унгарски художествен гимнастик, в категория Кон с гривни.
Той е Олимпийски шампиона на Олимпийските игри през 2012 г., Първенството по Художествена гимнастика през 2010, 2011 и 2014 г., а през 2007 и 2009 г. е носител на сребърен медал. Също така е Европейски шампион в художествената гимнастика през 2005, 2007, 2008, 2009, 2011 и 2012 г.  Той печели Летната Универсиада през 2009 г. в Белград. През 2010 и 2011 г. е избран за Унгарски шампион на годината, заради своите постижения.

## Летни олимпийски игри 2012
На Летните олимпийски игри през 2012, Берки участва в състезанието кон с гривни, спечелвайки златен медал с 16.066 точки. Такъв е резултатът и на британския атлет Луис Смит, но златния медал е спечелен от него, заради по-стойностното му представяне през полувремето. 